# Marathonlauf-Länderkampf der Männer 1978 Frankreich – Deutschland – Italien – Spanien – Tschechoslowakei
| 3. Leichtathletik-Länderkampf mit bundesdeutscher Beteiligung 1978                                    | 3. Leichtathletik-Länderkampf mit bundesdeutscher Beteiligung 1978 |
| --- | ------------------------------------------------------------------ |
| |                                                                    |
| Marathonlauf-Vergleich der Männer: Frankreich – BR Deutschland – Italien – Spanien – Tschechoslowakei |                                                                    |
| Austragungsort                                                                                        | Châteaudun                                                         |
| Wettbewerbe                                                                                           | 1                                                                  |
| Datum                                                                                                 | 11. Juni                                                           |
| 001. ITA 002. FRA 003. CSK 004. ESP o.W. FRG                                                          | Pzf. 054 Pzf. 080 Pzf. 085 Pzf. 148 ohne Pzf.                      |
| Chronik                                                                                               |                                                                    |
| ← FRG-FRA Geher (Frauen)                                                                              | URS-FRG 10kampf (M) →                                              |

Im dritten Vergleich des Länderkampfjahres 1978 kam es am 11. Juni im französischen Ort Châteaudun zu einem weiteren Länderkampf im Marathonlauf der Männer mit fünf beteiligten Ländern. Teilnehmer waren wie im Vorjahr die Bundesrepublik Deutschland, Frankreich, Italien, Spanien und die Tschechoslowakei. Vier dieser Teams trafen sich zum fünften Mal, Spanien war im letzten Jahr dazugestoßen. Die erste Begegnung 1974 hatte die Bundesrepublik für sich entschieden, die zweite war 1975 an die Tschechoslowakei gegangen, in der dritten und vierten hatte sich 1976 und 1977 Italien durchgesetzt.

## Modus
Durchgeführt wurde der Ländervergleich im Rahmen eines offenen Marathonlaufs, in dem die Läufer mit Wertung für den Länderkampf von den Teilnehmerländern vorher festgelegt wurden. Aufgeführt sind in der nachfolgenden Übersicht nur die Teilnehmer mit Länderkampfwertung. Den offenen Lauf gewann der nicht zur offiziellen bundesdeutschen Mannschaft gehörende Krefelder Paul Angenvoorth in 2:19:02 h.
Für jede Mannschaft waren acht Läufer startberechtigt, von denen die sechs Besten gewertet wurden. Die Wertung für den Ländervergleich erfolgte über die Platzziffer, das heißt der erreichte Platz in der Einzelwertung entsprach dem jeweils vergebenen Punkt. Die Reihenfolge im Länderkampf wurde bestimmt durch die Punktzahl angefangen beim niedrigsten Wert für Rang eins bis hin zum höchsten Wert für Rang vier. Gewertet wurden nur Mannschaften mit wenigstens sechs Läufern im Ziel. Infolge der Aufgabe von drei Läufern blieb die bundesdeutsche Mannschaft ohne Wertung und wurde damit Letzter.

## Ergebnis
In der Einzelwertung lag wieder ein italienischer Läufer vorn. Auch die weiteren Italiener platzierten sich so gut, dass Italien diesen Ländervergleich mit Platzziffer 54 zum dritten Mal in Folge siegreich beendete. Auf den Rängen zwei und vier waren auch zwei bundesdeutsche Vertreter mit im Vorderfeld dabei, doch drei deutsche Athleten gaben auf, was dazu führte, dass nicht genügend Deutsche im Ziel waren, um in die Wertung zu kommen. So wurde die Bundesrepublik Deutschland Letzter im diesjährigen Marathonlauf-Länderkampf. Frankreich kam mit Platzziffer 80 vor der drittplatzierten Tschechoslowakei (Platzziffer 85) auf den zweiten Platz. Spanien belegte mit Platzziffer 148 Rang vier.

## Legende
Kurze Übersicht zur Bedeutung der Symbolik – so üblicherweise auch in sonstigen Veröffentlichungen verwendet:
| DNF | nicht im Ziel (did not finish) |

## Resultat

### Marathonlauf
| 01                                        | Aldo Allegranza      | ITA | 2:19:36       |
| 02                                        | Jochen Schirmer      | FRG | 2:19:50       |
| 03                                        | Bernard Bobes        | FRA | 2:20:06       |
| 04                                        | Werner Dörrenbächer  | FRG | 2:20:36       |
| 05                                        | Gérard Margerit      | FRA | 2:20:44       |
| 06                                        | Luciano Mazzenti     | ITA | 2:20:52       |
| 07                                        | Svetozár Blažek      | CSK | 2:21:05       |
| 08                                        | Stefane Fabbri       | ITA | 2:21:20       |
| 09                                        | Václav Mládek        | CSK | 2:21:48       |
| 10                                        | Orlando Pizzolato    | ITA | 2:22:20       |
| 11                                        | Reinhard Leibold     | FRG | 2:22:43       |
| 12                                        | Georges Moissonier   | FRA | 2:22:55       |
| 13                                        | Stanislav Tománek    | CSK | 2:24:23       |
| 14                                        | Michele Jeva         | ITA | 2:26:19       |
| 15                                        | Franco Ambrosioni    | ITA | 2:26:23       |
| 16                                        | André Pouliquen      | FRA | 2:26:24       |
| 17                                        | František Pechek     | CSK | 2:26:36       |
| 18                                        | Pavel Madar          | CSK | 2:27:00       |
| 19                                        | Bernard Daqueroy     | FRA | 2:27:38       |
| 20                                        | Benito Tulli         | ITA | 2:28:00       |
| 21                                        | Luis Landa           | ESP | 2:28:33       |
| 22                                        | Pavel Broum          | CSK | 2:29:27       |
| 23                                        | Winfried Hellwig     | FRG | 2:30:27       |
| 24                                        | Fernando Jiminéz     | ESP | 2:31:08       |
| 25                                        | José Pro             | ESP | 2:31:40       |
| 26                                        | Jean-Jacques Prianon | FRA | 2:31:44       |
| 27                                        | Jose Frechilla       | ESP | 2:32:32       |
| 28                                        | Alejandro López      | ESP | 2:32:40       |
| 29                                        | Jiří Lupomek         | CSK | 2:33:19       |
| 30                                        | Eugène Sipcura       | FRA | 2:34:10       |
| 31                                        | Santiago Manguán     | ESP | 2:36:27       |
| 32                                        | Hans Gulyas          | FRG | 2:37:10       |
| 33                                        | Diampaolo Messina    | ITA | 2:38:58       |
| Folgende bundesdeutsche Läufer gaben auf: |                      |     |               |
| DNF                                       | Michael Spöttel      | FRG | bei ca. 34 km |
| DNF                                       | Günter Mielke        | FRG | bei ca. 30 km |
| DNF                                       | Ingo Sensburg        | FRG | bei ca. 27 km |